# Erik Rhodes (attore pornografico)
Erik Rhodes, pseudonimo di James Elliott Naughtin (Long Island, 8 febbraio 1982 – Los Angeles, 14 giugno 2012), è stato un attore pornografico statunitense, attivo nel settore della pornografia gay come modello esclusivo di Falcon Studios.
È morto all'età di 30 anni per un arresto cardiaco.

## Biografia
Inizia ad entrare in contatto con la pornografia lavorando in una videoteca porno, successivamente viene notato in una discoteca da un produttore, che lo invita ad inviare alcune sue foto ai Falcon Studios, nel giro di breve tempo debutta nel 2005 nel film Super Soaked, diretto da Chi Chi LaRue.
Si mette in luce agli occhi degli addetti ai lavori, come un promettente emergente, venendo candidato più volte ad importanti premi del settore, ma non vincendo mai. Solo nel 2008 riesce a portarsi a casa due premi, come miglior attore e come miglior performer versatile. Rhodes ha un fratello gemello (Jon) eterosessuale. Rhodes si esibisce nei film sia come attivo sia come passivo.
Nel 2010 prende parte al film indipendente L.A. Zombie, del regista Bruce LaBruce, e debutta dietro la macchina da presa, dirigendo per la Falcon Entertainment il film Rhodes' Rules.
Rhodes muore nel sonno per arresto cardiaco la mattina del 14 giugno 2012, a soli 30 anni. L'attore, prima della sua morte, parlava apertamente sul suo blog dei suoi problemi legati alla depressione e all'abuso di steroidi.
L'annuncio della sua morte è stato dato, attraverso un comunicato, da uno dei produttori della casa cinematografica con la quale lavorava.

## Premi
- International Escort Awards 2006 - Miglior pornostar escort
- Adult Erotic Gay Video Awards 2008 - Miglior performance versatile[6]
- Adult Erotic Gay Video Awards 2008 - Miglior attore (ex aequo con Jason Ridge)[6]
- JRL Gay Film Awards 2010 - Miglior attore dell'anno[7]

## Filmografia

### Attore
- Flesh (Studio 2000) (2004)
- Super Soaked (Jocks Studios) (2005)
- Flex (Jocks Studios) (2005)
- Driver (Jocks Studios) (2005)
- Cross Country, Part 1 (Falcon Studios) (2005)
- Cross Country, Part 2 (Falcon Studios) (2005)
- Heaven To Hell (Falcon Studios) (2005)
- Beefcake (Falcon Studios) (2006)
- From Top to Bottom (Falcon Studios) (2006)
- The Velvet Mafia, Part 1 (Falcon Studios) (2006)
- Basic Plumbing 3 (Falcon Studios) (2006)
- The Farmers Son (Falcon Studios) (2007)
- Rush and Release (Falcon Studios) (2007)
- Ivy League (Falcon Studios) (2007)

- Dare (Falcon Studios) (2007)
- Overtime (Falcon Studios) (2007)

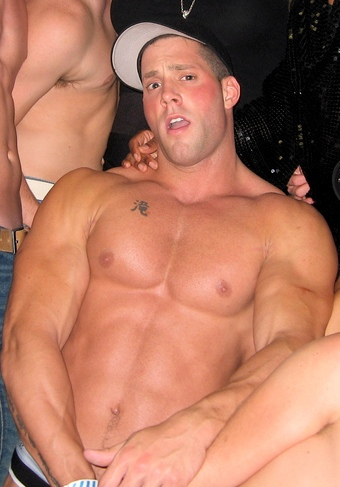
Erik Rhodes

- Fleet Week (Falcon Studios) (2008)
- Afterparty (Falcon Studios) (2008)
- Best Men Part 1: The Bachelor Party (Falcon Studios) (2008)
- Best Men Part 2: The Wedding Party (Falcon Studios) (2008)
- Asylum (Falcon Studios) (2009)
- Ringside (Falcon Studios) (2009)
- Pledgemaster - The Hazing (Falcon Studios) (2009)
- Fucking The Boss (Falcon Studios) (2010)
- Afternoon Heat (Randy Blue) (2010)
- L.A. Zombie (2010)
- Snap Shot (Falcon Studios) (2010)
- What Goes Around... (Falcon Studios) (2011)
- He's Got a Big Package (Raging Stallion) (2011)
- Fistpack 32: Stuff that Ass (Raging Stallion) (2011)
- Roughin' It 2 (Falcon Studios) (2011)
- Ranch Hands (Raging Stallion) (2011)
- It Gets Bigger (Monster Bang / Raging Stallion) (2012)
- High Voltage (Monster Bang / Raging Stallion) (2012)
- Wet Punk Faggot Fisting (Fisting Central / Raging Stallion) (2012)
- Body Shop (Falcon Studios) (2012)

### Regista
- Rhodes' Rules (Mustang Studios) (2010)
- Crotch Rocket (Mustang Studios) (2010)
- Depths of Desire Part 1 (Mustang Studios) (2010) (co-diretto con Steven Scarborough)
- Depths of Desire Part 1 (Mustang Studios) (2010) (co-diretto con Steven Scarborough)
- Fit for Service (Mustang Studios) (2010)
- Man Up (Mustang Studios) (2011)
- Worked Up (Mustang Studios) (2011)
- Fistpack 32: Stuff that Ass (Raging Stallion) (2011)